# 静岡市立大川小中学校
静岡市立大川小中学校（しずおかしりつ おおかわしょうちゅうがっこう）は、静岡県静岡市葵区に所在する公立小中一貫校。
小規模特認校の認定を受けており、市内全域からの通学が可となっている。

## 沿革
- 1947年 - 大川村立大川中学校として開校。同時に楢尾分校も開設。
- 1951年 - 現在地に校舎が完成し移転。
- 1955年 - 校章制定
- 1956年 - 校歌制定
- 1957年 - 村立大川小学校と校舎を交換。
- 1963年 - 楢尾分校閉鎖し、本校に統合。
- 1969年 - 静岡市立大川中学校に改称。
- 1972年 - 寄宿舎完成
- 1978年 - プール完成（小学校と共用）
- 1979年 - 体育館完成
- 1981年 - 新校舎完成
- 2010年 - グラウンドが芝生化される。
- 2017年 - 静岡市立大川小学校と静岡市立大川中学校を統合し「静岡市立大川小中学校」が開校。

## 通学区域
葵区
- 大間
- 崩野
- 坂ノ上
- 栃沢
- 楢尾
- 諸子沢
- 日向
- 湯ノ島
- 八草

## アクセス
- しずてつジャストライン藁科線 ｢大川小学校前｣停留所から、徒歩5分